# Ryane Clowe
Ryane Clowe (* 30. September 1982 in Fermeuse, Neufundland) ist ein ehemaliger kanadischer Eishockeyspieler und derzeitiger -trainer. Der linke Flügelstürmer absolvierte im Verlauf seiner aktiven Karriere zwischen 2000 und 2015 unter anderem 491 Spiele für die San Jose Sharks, New York Rangers und New Jersey Devils in der National Hockey League, ehe er seine Karriere aufgrund von erlittenen Gehirnerschütterungen vorzeitig beenden musste. Seit Sommer 2024 ist er im Management der San Jose Sharks tätig.

## Karriere

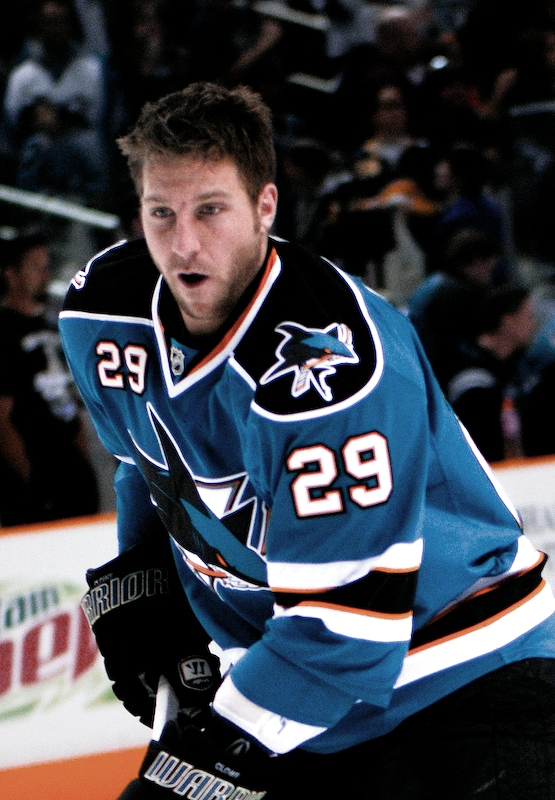
Clowe im Trikot der San Jose Sharks

Clowe begann seine Karriere zur Saison 2000/01 bei den Océanic de Rimouski in der Ligue de hockey junior majeur du Québec. Gleich in seiner Rookiesaison erreichte er 25 Scorerpunkte in lediglich 32 Partien sowie neun weitere in elf Playoff-Spielen, woraufhin er im NHL Entry Draft 2001 in der sechsten Runde an 175. Stelle von den San Jose Sharks ausgewählt wurde.
Nach zwei weiteren Jahren bei Rimouski und einem Wechsel innerhalb der Liga zu den Rocket de Montréal, in denen er seine Punktausbeute jeweils gesteigert und seine Fähigkeiten als Power Forward weiter verbessert hatte, holten ihn die Sharks zur Saison 2003/04 zu den Cleveland Barons, ihrem damaligen Farmteam, in die American Hockey League. Dort beeindruckte er so sehr, dass er zum Ende der Saison teamintern zum wertvollsten Spieler gewählt wurde. Seine konstanten und guten Leistungen in der AHL in den Spielzeiten 2004/05 und 2005/06 führten dazu, dass er im Verlauf der Saison 2005/06, die für die San Jose Sharks sehr abwechslungsreich verlief, immer wieder zwischen Cleveland und San Jose pendelte, und so zu seinen ersten Einsätzen in der National Hockey League kam. Im regulären Saisonverlauf machte Clowe 18 Spiele für die Sharks sowie eines in den Playoffs. Die Saison 2006/07 begann er ebenfalls in San Jose. Am 29. Oktober 2006 gelang ihm sein erstes NHL-Tor, am 4. Januar 2007 sogar sein erster Doppelpack und zwei Tage später sein erster Hattrick in der besten Liga der Welt. Aufgrund seiner starken Leistungen im Januar mit 16 Punkten in elf Spielen wurde er zum Rookie des Monats gewählt und beendete die Spielzeit mit 34 Punkten aus lediglich 58 Partien. Als einer der wenigen Sharks-Spieler startete Clowe auch mit einer guten Form in die Spielzeit 2007/08. Ende Oktober 2007 verletzte er sich im elften Saisonspiel San Joses am Bänderapparat des Knies, woraufhin er nach der folgenden Operation am vorderen Kreuzband für 67 Saisonspiele, bis Ende März, ausfiel. Währenddessen sorgte er jedoch für Schlagzeilen, als er am Morgen des 24. Dezembers von der Polizei wegen Trunkenheit am Steuer verhaftet wurde. Nach seinem Comeback schloss der Neufundländer an die Form an, die er bereits zum Saisonstart gezeigt hatte, wodurch er in den Playoffs zu den punktbesten Sharks-Spielern zählte.
Am 2. April 2013 wurde der Stürmer kurz vor dem Ende seines laufenden Vertrags im Tausch für ein Zweit- und Drittrunden-Wahlrecht im NHL Entry Draft 2013 zu den New York Rangers transferiert. Im Juli 2013 unterzeichnete er als Free Agent einen Fünfjahresvertrag im Gesamtwert von 24,25 Millionen US-Dollar bei den New Jersey Devils. Das jährliche Durchschnittsgehalt belief sich demnach auf 4,85 Millionen US-Dollar. Mit Beginn seiner Zeit in New Jersey hatte Clowe zunehmend Probleme mit Gehirnerschütterungen, die dazu führten, dass der Angreifer im November 2014 sein letztes Pflichtspiel absolvierte.
Bereits in der Saison 2015/16 arbeitete er enger mit dem Trainerstab und dem Management zusammen, sodass er im Juli 2016 fest ins Trainerteam der Devils wechselte, wo er bis zum Sommer 2018 als Assistent unter John Hynes tätig war. Im Juni 2018 wurde er als erster Cheftrainer der neu gegründeten Newfoundland Growlers aus der ECHL vorgestellt. Dieses Amt übergab er jedoch bereits im Januar 2019 aus gesundheitlichen Gründen an seinen bisherigen Assistenten John Snowden. Im Sommer 2021 kehrte er in einer Beraterfunktion in der Organisation der New York Rangers zurück ins Eishockeygeschäft. Von dort wiederum verpflichteten ihn die San Jose Sharks im Sommer 2024 als neuen Assistenten des General Managers Mike Grier.

## Erfolge und Auszeichnungen
- 2007 NHL-Rookie des Monats Januar

## Karrierestatistik

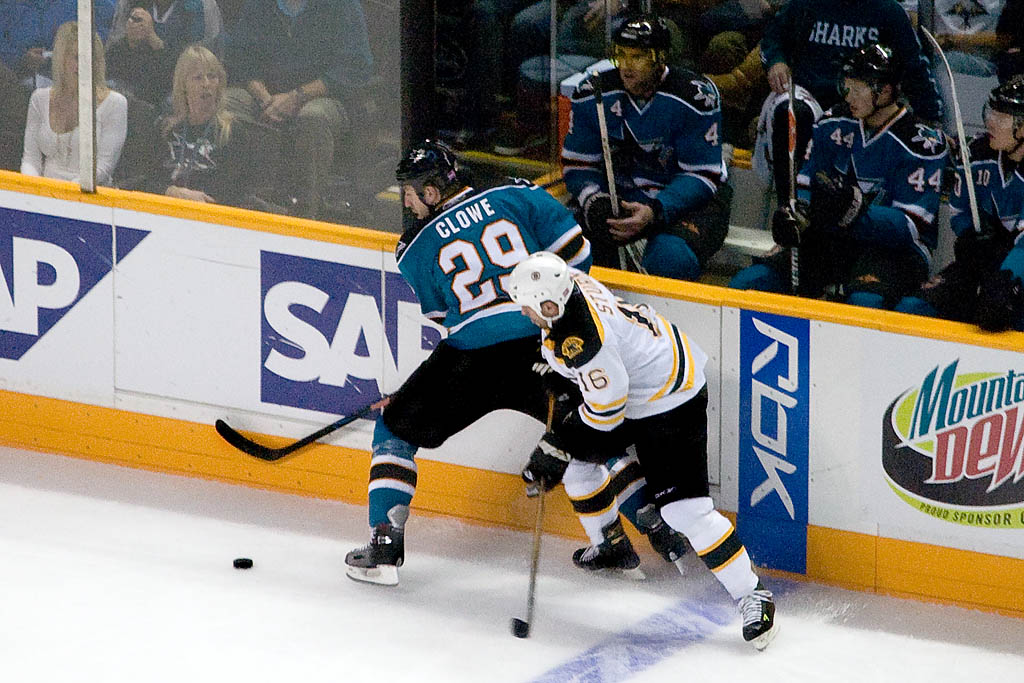
Clowe (grünes Trikot) im Zweikampf an der Bande mit Marco Sturm von den Boston Bruins

(Legende zur Spielerstatistik: Sp oder GP = absolvierte Spiele; T oder G = erzielte Tore; V oder A = erzielte Assists; Pkt oder Pts = erzielte Scorerpunkte; SM oder PIM = erhaltene Strafminuten; +/− = Plus/Minus-Bilanz; PP = erzielte Überzahltore; SH = erzielte Unterzahltore; GW = erzielte Siegtore; 1 Play-downs/Relegation; Kursiv: Statistik nicht vollständig)